# Калиновка (Железногорский район)
Калиновка — деревня в Железногорском районе Курской области. Входит в состав Линецкого сельсовета.
Население — 7 человек (2010 год).

## География
Расположена на юго-востоке района, в 35 км к юго-востоку от Железногорска на левом берегу реки Усожи. Высота над уровнем моря — 192 м. Ближайшие населённые пункты: деревня Клюшниково, хутор Нагорный.

## История
Калиновка возникла в первые годы советской власти как выселки деревни Клюшниково. Сюда переселились Евсюковы, Ненашевы, Халины, представители других фамилий Клюшникова. 
В 1930 году жители Калиновки начали вступать в колхоз имени Сталина (центр в д. Нижнее Жданово), было сформировано калиновское звено этой артели. В 1937 году в деревне было 40 дворов. Во время Великой Отечественной войны, с октября 1941 года по февраль 1943 года, находилась в зоне немецкой оккупации. 
В 1950 году нижнеждановский колхоз имени Сталина, в котором трудились жители Калиновки, получил новое название — «Нива». В 1994 году «Нива» стала акционерным обществом, а в 2000-е годы была ликвидирована.
В 2010 году в деревне оставалось 4 жилых двора.

## Административно-территориальная принадлежность
- 1928—1991 годы — в составе Нижнеждановского сельсовета Фатежского района
- 1991—2017 годы — в составе Нижнеждановского сельсовета Железногорского района
- С 2017 года — в составе Линецкого сельсовета Железногорского района

## Население
| 1979 | 2002 | 2010 |
| ---- | ---- | ---- |
| 55   | ↘16  | ↘7   |